# Jaromír Baxa
Jaromír Baxa (* 25. února 1982 Chomutov) je český ekonom, vysokoškolský pedagog, vědecký pracovník a politik, mezi lety 2012 a 2020 zastupitel Libereckého kraje, od roku 2010 zastupitel města Liberce (z toho v letech 2010 až 2011 náměstek primátora), člen Strany zelených.

## Život
V letech 2001 až 2004 vystudoval bakalářský obor ekonomie na Institutu ekonomických studií FSV Univerzity Karlovy v Praze a v letech 2004 až 2006 navazující magisterský obor ekonomie tamtéž. K tomu v letech 2001 až 2005 studoval magisterský obor ekonomie-historie na Filozofické fakultě UK v Praze, toto studium však nedokončil. Během vysokoškolského studia absolvoval studijní pobyt na Friedrich-Schiller-Universität v německém městě Jena (2003–2004).
V letech 2006 až 2013 si udělal doktorát na Institutu ekonomických studií FSV UK v Praze (získal tak titul Ph.D.). Od roku 2006 na stejném pracovišti vyučuje a je interním členem Katedry makroekonomie a ekonometrie. Jeho výzkum se soustřeďuje na makroekonomii a institucionální ekonomii.
Od roku 2006 působí také na Ústavu teorie informace a automatizace Akademie věd ČR, v roce 2010 absolvoval stáž na odboru fiskální politiky Evropské centrální banky.
Žije v Liberci, konkrétně v místní části Vesec.

## Politické působení
Je členem Strany zelených. V politice se začal angažovat, když se v roce 2008 stal předsedou osadního výboru liberecké místní části Vesec. V komunálních volbách v roce 2010 byl jako člen SZ zvolen zastupitelem města Liberce, když kandidoval za subjekt Změna pro Liberec (tj. SZ a nezávislí kandidáti). Na konci listopadu 2010 se stal náměstkem primátora pro ekonomiku. Po rozpadu koalice však byl dne 16. dubna 2011 z této funkce odvolán. V roce 2011 krátce působil jako člen a později i místopředseda představenstva akciové společnosti Sportovní areál Ještěd. V komunálních volbách v roce 2014 pozici zastupitele města obhájil, když opět kandidoval jako člen SZ za subjekt Změna pro Liberec (tentokrát hnutí Změna a SZ). V tomto volebním období působí jako místopředseda Komise Rady města pro veřejné zakázky.
V krajských volbách v roce 2012 byl jako člen SZ zvolen za subjekt Změna pro Liberecký kraj (tj. hnutí Změna a SZ) zastupitelem Libereckého kraje. Od roku 2012 je členem dozorčí rady akciové společnosti Nemocnice s poliklinikou Česká Lípa. V krajských volbách v roce 2016 se mu podařilo mandát krajského zastupitele obhájit, když kandidoval opět jako člen SZ za subjekt Změna pro Liberecký kraj (tj. hnutí Změna a SZ). Na kandidátce byl původně na 6. místě, ale vlivem preferenčních hlasů skončil čtvrtý.
V roce 2017 ohlásil odchod od Změny pro Liberec. V komunálních volbách v roce 2018 kandidoval na kandidátce subjektu "Liberec otevřený lidem - LOL!" (tj. hnutí Tak jo! a nezávislí kandidáti) do zastupitelstva města Liberec a znovu post zastupitele obhájil.
V krajských volbách v roce 2020 kandidoval na devátém místě kandidátky uskupení Pro KRAJinu, což byla koalice Strany zelených a Liberálně ekologické strany. Uskupení však ve volbách neuspělo a Baxa se tak znovu zastupitelem Libereckého kraje nestal.
Ve volbách do Poslanecké sněmovny PČR v říjnu 2021 kandidoval jako lídr kandidátky Strany zelených v Libereckém kraji, ale stejně jako celá strana neuspěl. Ve volbách do Evropského parlamentu v červnu 2024 kandidoval na 8. místě kandidátky Zelených. Strana však získala pouze 1,55 % hlasů, a zvolen tak nebyl.